# Ngũ Đài sơn
Núi Ngũ Đài (tiếng Trung: 五台山; Hán-Việt: Ngũ Đài sơn; bính âm: Wǔtái Shān), còn gọi là núi Thanh Lương (清凉山), nằm trong địa phận huyện Ngũ Đài, địa cấp thị Hãn Châu, tỉnh Sơn Tây, Trung Quốc, là một trong tứ đại Phật giáo danh sơn tại Trung Quốc. Núi này là nơi có nhiều chùa chiền, tự viện quan trọng nhất Trung Quốc. Khu di sản văn hóa Ngũ Đài sơn bao gồm 53 chùa, được đưa vào danh sách di sản thế giới của UNESCO năm 2009..
Mỗi một trong số 4 núi (Ngũ Đài, Nga Mi, Cửu Hoa, Phổ Đà) đều được coi là nơi ở hay nơi tu luyện của một trong số bốn vị bồ tát là Văn Thù, Phổ Hiền, Địa Tạng và Quán Thế Âm.
Núi Ngũ Đài sơn gắn liền với Văn Thù bồ tát. Ngũ Đài cũng có quan hệ lâu dài với Phật giáo Tây Tạng.
Núi Ngũ Đài ngày nay còn nổi tiếng nhờ Trưởng lão Hư Vân (1840-1959). Để báo hiếu công ơn dưỡng dục sinh thành, ông đã phát nguyện đến bái núi Ngũ Đài, suốt 3 năm đi bộ, cứ đi 3 bước, lạy trời đất 1 lạy, mới đến được Ngũ Đài. Sau khi toại nguyện, suốt 10 năm tiếp theo, ông đi tầm sư học đạo qua các vùng Tây Tạng, Thái Lan, Ấn Độ,.. rồi mới trở về cố quốc.

## Địa hình
Ngũ Đài sơn có tên gọi như vậy là do địa hình bất thường của nó, bao gồm 5 đỉnh thuôn tròn (Bắc, Nam, Đông, Tây, Trung) hay còn gọi tương ứng là Diệp Đấu phong, Cẩm Tú phong, Vọng Hải phong, Quải Nguyệt phong và Thúy Nham phong; trong đó đỉnh phía bắc (Bắc Đài hay Diệp Đấu phong) là cao nhất và trên thực tế là đỉnh núi cao nhất tại miền Hoa Bắc.
Ngũ Đài sơn từng là số một trong số 4 núi được nhận dạng và thường được nói tới như là "số một trong số tứ đại danh sơn". Nó được nhận dạng trên cơ sở đường đi tìm đạo trong kinh Hoa Nghiêm, được miêu tả như là nơi ở/tu luyện của nhiều vị bồ tát. Trong chương này, Văn Thù bồ tát được coi là cư ngụ tại một "ngọn núi mát lạnh và trong lành" ở phía đông bắc. Điều này được coi là đặc điểm riêng biệt để nhận dạng ngọn núi này và tên gọi khác của nó "Thanh Lương sơn" nghĩa là núi trong lành và mát lạnh.
Người ta tin rằng bồ tát Văn Thù thường hiển linh trên núi này dưới dạng của những người hành hương hay nhà sư bình thường hoặc hay xuất hiện dưới dạng các đám mây ngũ sắc bất thường.

## Khí hậu

Vị trí của Ngũ Đài sơn trên bản đồ Trung Quốc

Ngũ Đài sơn có khí hậu bán khô hạn lạnh,chịu ảnh hưởng của gió mùa(Koppen: BSk), vì thế còn được gọi là "Thanh Lương sơn". Nhiệt độ trung bình năm chỉ đạt -4 °C, các tháng 7-8 là nóng nhất, với nhiệt độ trung bình trong khoảng 8,5 - 9,5 °C, tháng 1 là rét nhất, nhiệt độ trung bình xuống tới -18,8 °C. So sánh khu vực chân núi với đỉnh núi thì khu vực chân núi vào xuân sớm hơn khoảng 1 tháng và vào thu chậm hơn khoảng 1 tháng, nhiệt độ chênh lệch khoảng 6 °C, toàn năm nhiệt độ trung bình khoảng 2－3 °C. Nhiệt độ thấp nhất có thể xuống tới -30 °C, cao nhất đạt 30 °C. Khu vực Ngũ Đài sơn về mùa hè các tầng mây xuống rất gần bề mặt, độ ẩm cao, thường có mưa nhiều.

## Các công trình kiến trúc
Ngũ Đài sơn cũng là quê hương của một số công trình kiến trúc bằng gỗ cổ nhất hiện còn tồn tại ở Trung Quốc, có từ thời kỳ nhà Đường (618 - 907). Trong số này có sảnh chính của chùa Nam Sơn và sảnh đông của chùa Phật Quang, được xây dựng tương ứng vào các năm 782 và 857. Chúng được một nhóm các nhà sử học kiến trúc phát hiện năm 1937 và 1938, trong đó có cả sử gia nổi tiếng đầu thế kỷ 20 là Lương Tư Thành (1901 - 1972). Thiết kế kiến trúc của các công trình xây dựng này được các nhà Hán học và các chuyên gia hàng đầu về kiến trúc Trung Hoa truyền thống, như Nancy Steinhardt, nghiên cứu kể từ đó tới nay. Steinhardt đã phân loại các công trình xây dựng này theo các kiểu sảnh đặc trưng trong cẩm nang hướng dẫn về xây dựng của người Trung Quốc là Doanh tạo pháp thức được viết trong thế kỷ 12.
Năm 2008, chính quyền Trung Quốc hi vọng rằng tổ hợp chùa chiền trên Ngũ Đài sơn sẽ được đưa vào danh sách di sản thế giới của UNESCO. Tuy nhiên, một số cư dân địa phương lại than phiền rằng họ bị buộc phải di dời nhà cửa đến nơi khác để chuẩn bị cho việc công nhận này.

## Các chùa chiền chính
Tổng cộng có 39 chùa chiền trong khu vực bên trong Ngũ Đài sơn và 8 chùa chiền bên ngoài Ngũ Đài sơn. Ngũ Đài sơn là nơi duy nhất có sự kết hợp các dòng Phật giáo của người Hán bản địa với các dòng Phật giáo từ Tây Tạng và Nội Mông Cổ nên được các dân tộc ít người tại Trung Quốc rất tôn sùng.
Chùa Nam Sơn là chùa lớn nhất trên Ngũ Đài sơn, xây dựng từ thời nhà Nguyên. Chùa bao gồm 7 tầng, chia ra làm 3 phần. Ba tầng thấp nhất được gọi là Cực Lạc tự; tầng giữa gọi là Thiện Đức đường; ba tầng trên gọi là Hữu Quốc tự. Các chùa chiền chính khác còn có chùa Hiển Thông, chùa Tháp Viện và Bồ Tát đính.
Các chùa quan trọng khác bên trong Ngũ Đài sơn còn có: chùa Thọ Ninh, chùa Bích Sơn, chùa Phổ Hóa, Đại Loa đính, chùa Thê Hiền, Thập Phương đường, chùa Thù Tượng, chùa Quảng Tông, chùa Viên Chiếu, động Quan Âm, chùa Long Tuyền, chùa La Hầu, chùa Kim Các, chùa Trấn Hải, Vạn Phật các, chùa Quan Hải, chùa Trúc Lâm, chùa Tập Phúc, chùa Cổ Phật...
Các chùa bên ngoài Ngũ Đài sơn có: chùa Duyên Khánh, chùa Nam Thiện, chùa Bí Mật, chùa Phật Quang, chùa Nham Sơn, chùa Tôn Thắng, chùa Quảng Tế...

## Truyền thuyết về Văn Thù Bồ tát
Ngũ Đài sơn là nơi Văn Thù hiển thánh, truyền thuyết kể như sau:
Một năm nọ nơi đây có tổ chức một bữa tiệc ăn chay lớn. Một phụ nữ hành khất dắt theo hai đứa con nhỏ và một con chó đói tới ăn xin, được cho ba suất, chưa cho là đủ, nói: "Con chó cũng nên có phần". Hòa thượng cho thêm một suất, người phụ nữ lại nói: "Trong bụng tôi còn một đứa bé cũng nên có phần". Vị hòa thượng nổi giận: "Đứa bé còn chưa sinh ra cũng đòi phần ăn, thật không biết thế nào là đủ". Người phụ nữ bèn đáp: "Chúng sinh bình đẳng, thai nhi chẳng nhẽ không phải là người?". Nói rồi, người phụ nữ cắt tóc, bay lên trời, xuất hiện pháp tướng Bồ Tát, hai đứa con hóa thành hai đồng tử, con chó biến thành sư tử xanh. Đến nay Ngũ Đài sơn còn có Phát tháp Văn Thù, tương truyền là nơi cất giữ tóc của Văn Thù.

## Thư viện ảnh

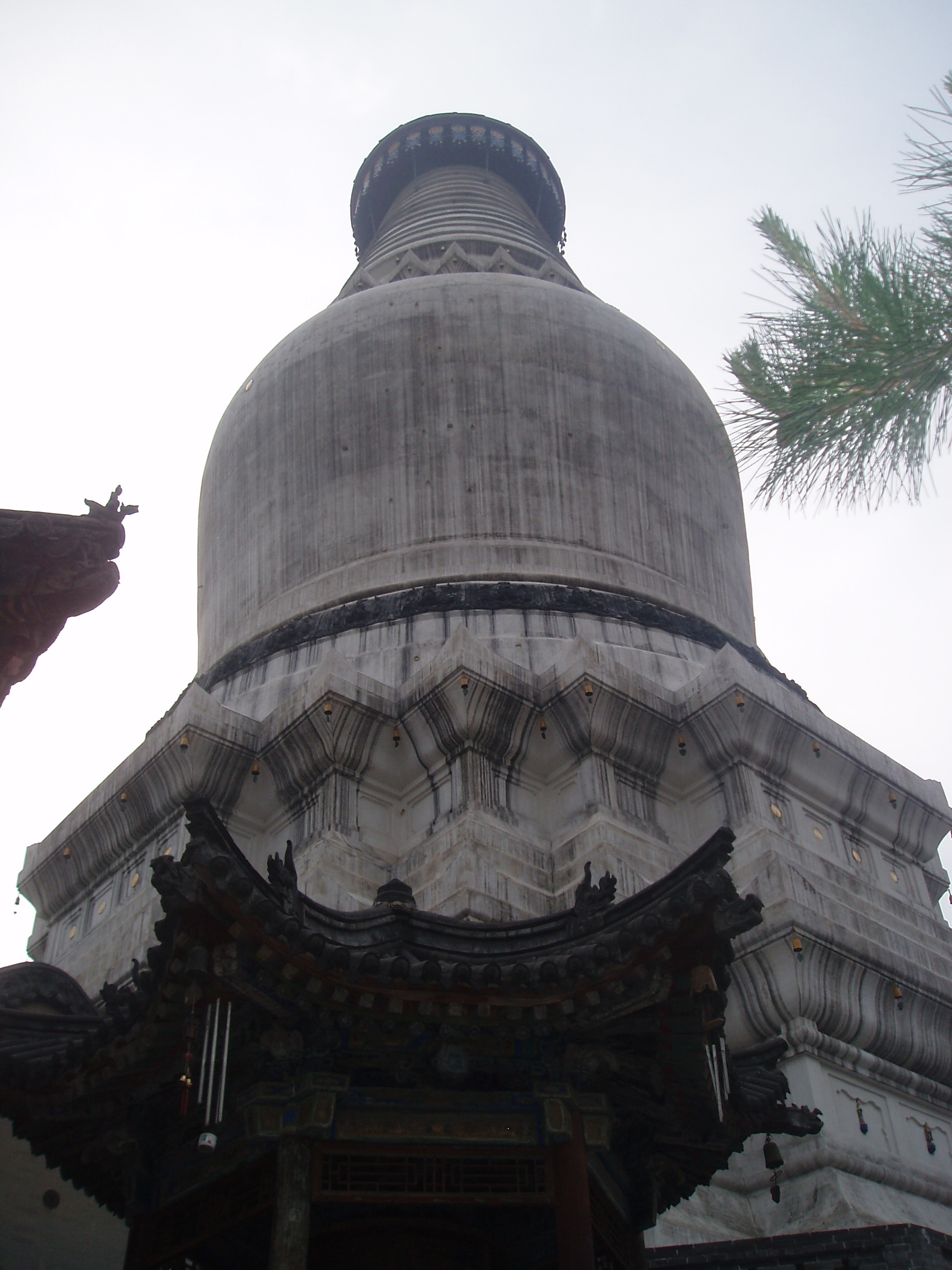
Tháp Đại Bạch, xây dựng năm 1582 trong thời kỳ nhà Minh.
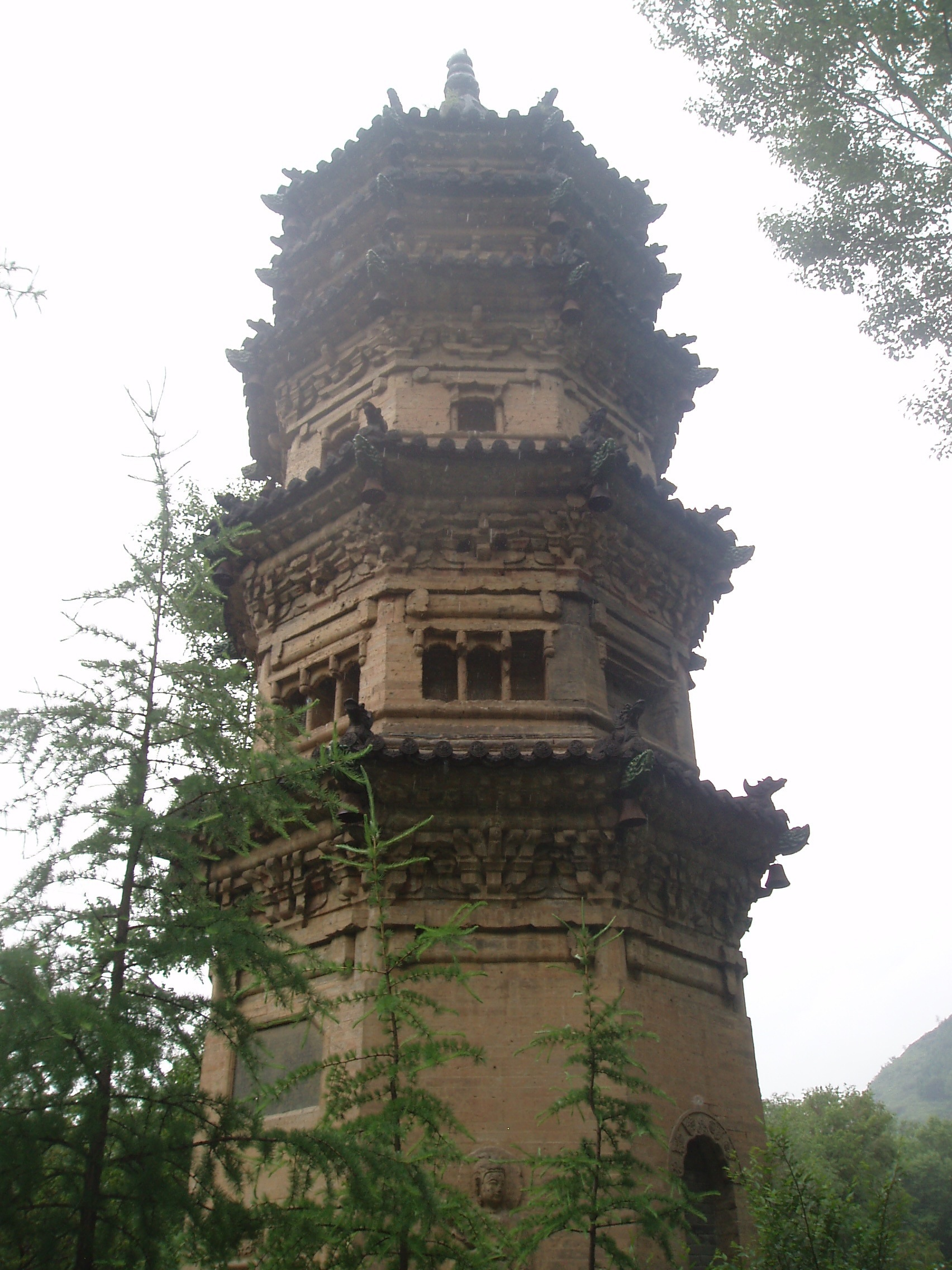
Tháp của chùa Linh Phong
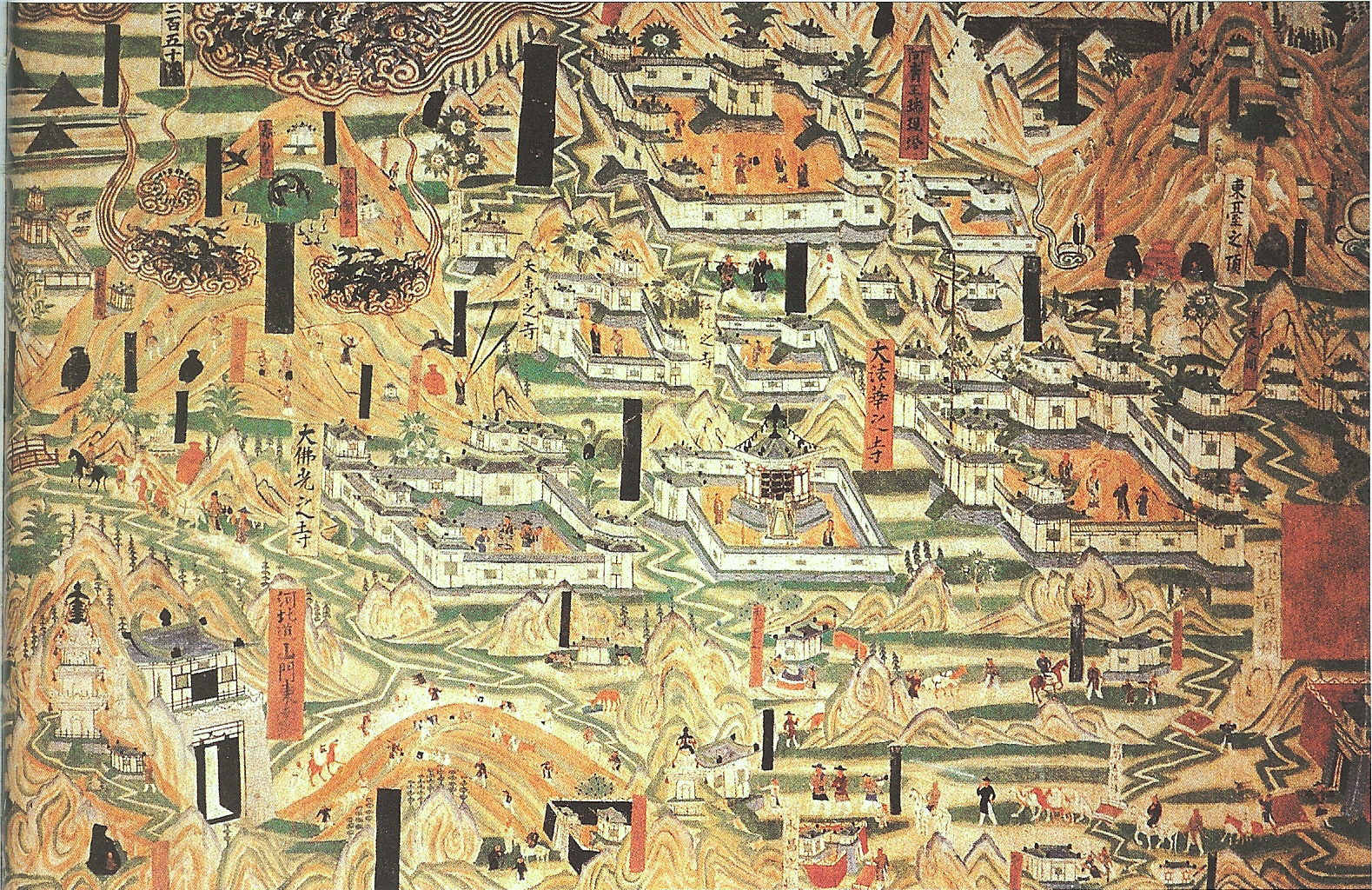
Tranh vẽ trên tường từ thế kỷ 10 tại hang số 61 của khu hang Mạc Cao ở Đôn Hoàng, chỉ ra các chùa chiền của Ngũ Đài sơn
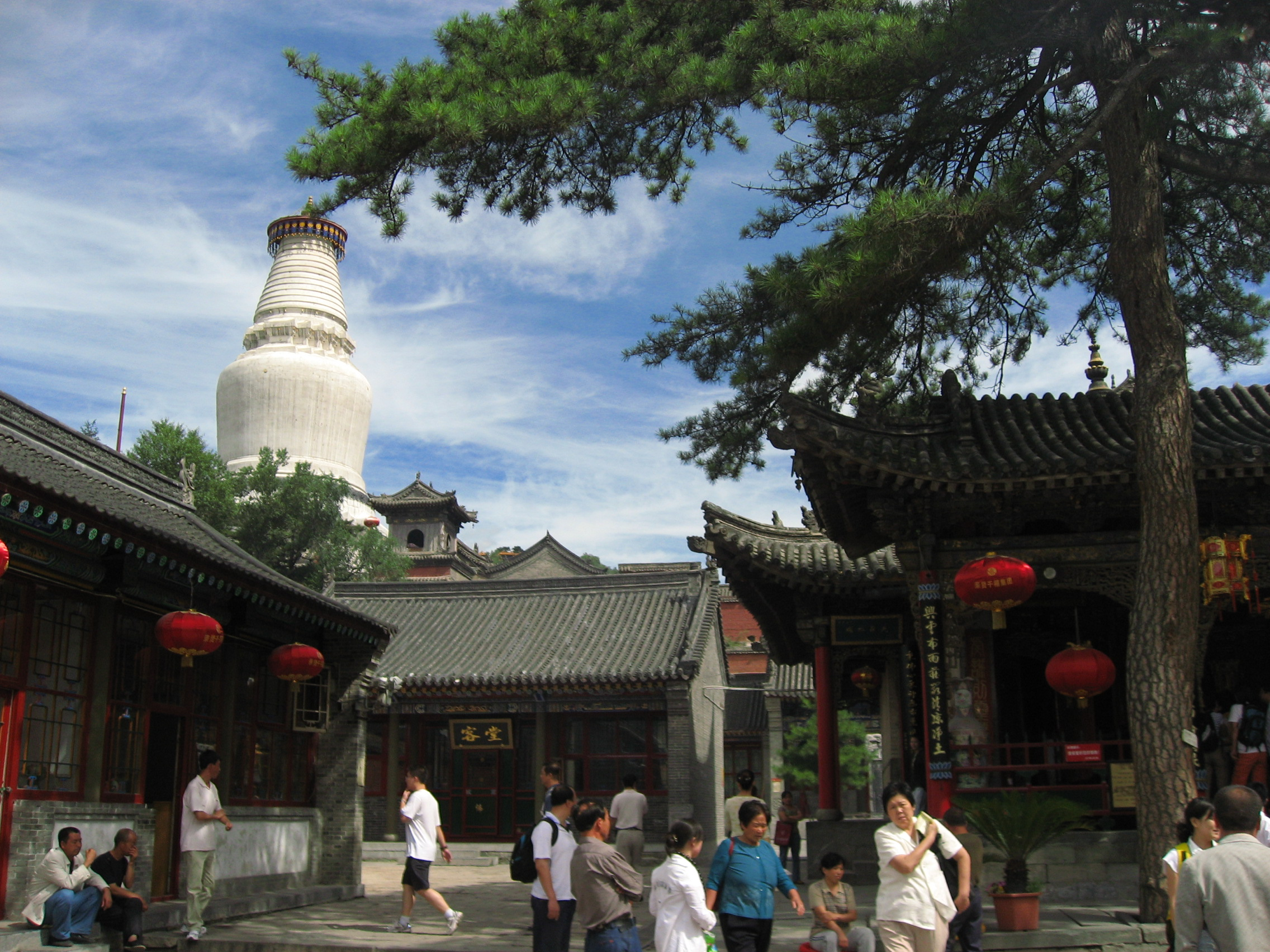
Khách đường
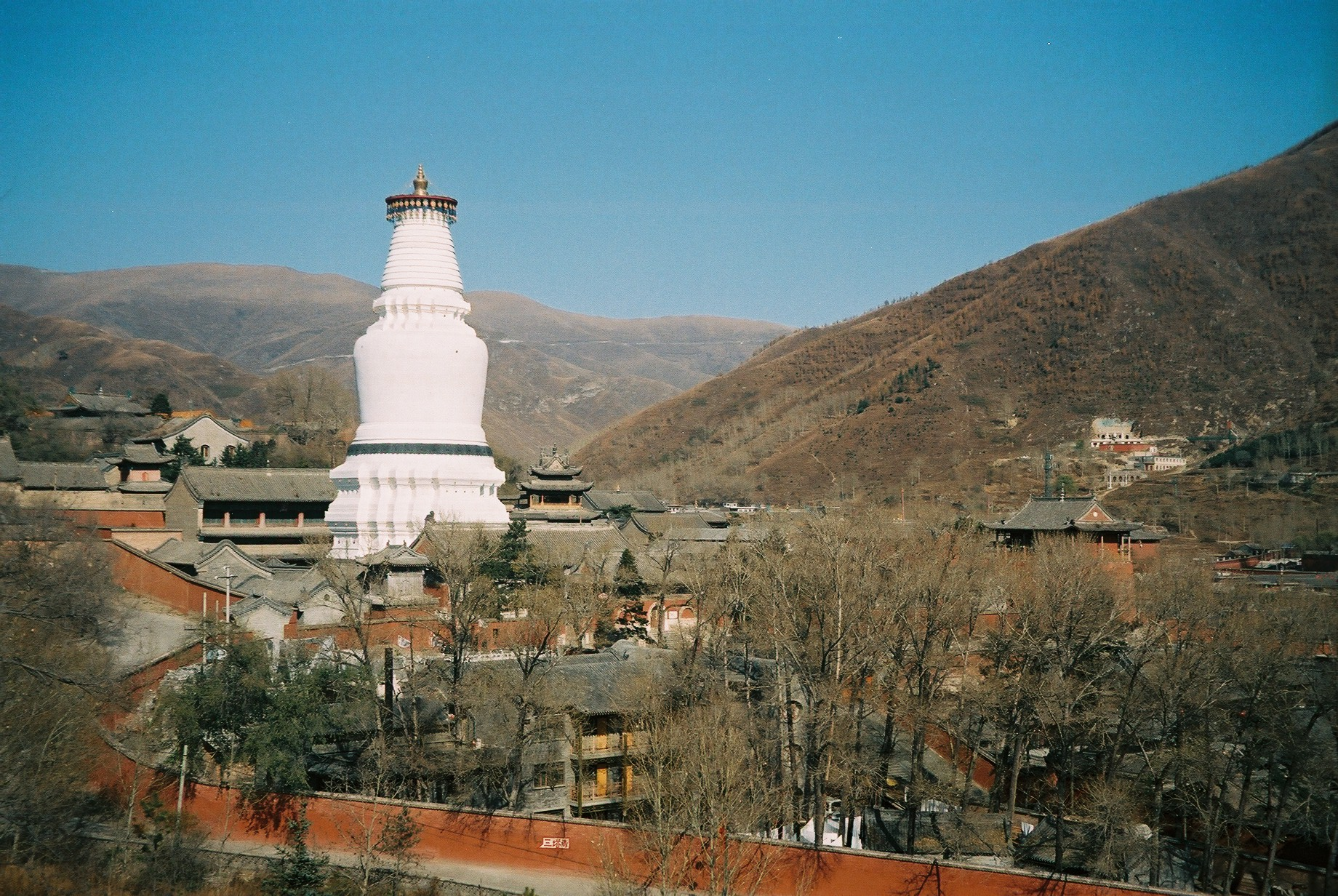
Đại Bạch tháp
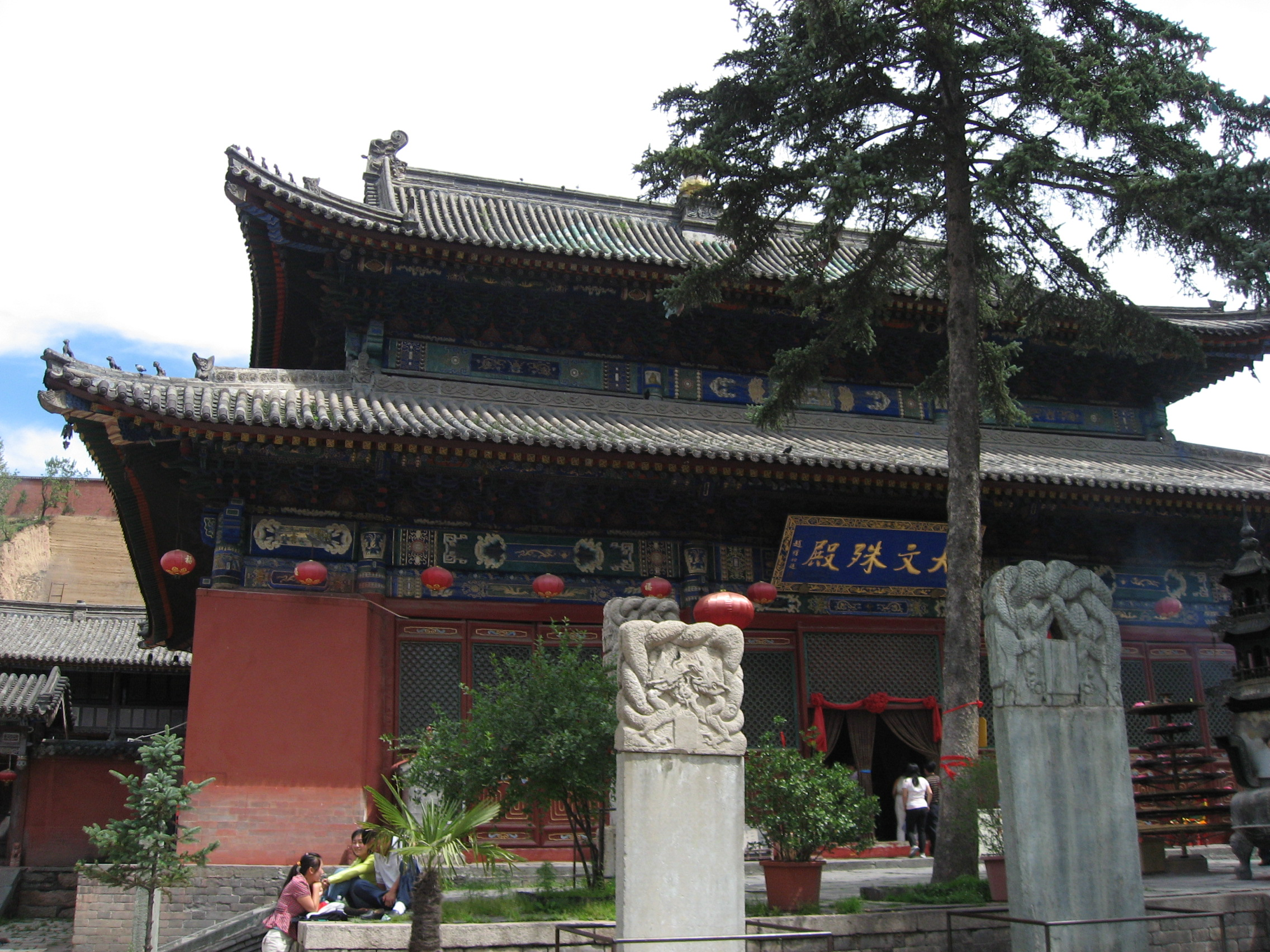
Điện Đại Văn Thù